# Draba venezuelana
Draba venezuelana är en korsblommig växtart som beskrevs av Al-shehbaz. Draba venezuelana ingår i släktet drabor, och familjen korsblommiga växter. Inga underarter finns listade i Catalogue of Life.